# إستر ووكر
إستر ووكر (بالإنجليزية: Esther Walker)‏ هي مغنية وممثلة أمريكية، ولدت في 18 أكتوبر 1894 في بيوي في الولايات المتحدة، وتوفيت في 26 يوليو 1943 في دالاس في الولايات المتحدة بسبب سرطان.

## وصلات خارجية
- إستر ووكر على موقع ميوزك برينز (الإنجليزية)
- إستر ووكر على موقع قاعدة بيانات برودواي على الإنترنت (الإنجليزية)
- إستر ووكر على موقع ديسكوغز (الإنجليزية)